# Luther – Ein Film der deutschen Reformation
Luther – Ein Film der deutschen Reformation est un film allemand réalisé par Hans Kyser, sorti en 1928. 

## Synopsis
La vie de Martin Luther. 

## Fiche technique
- Titre : Luther – Ein Film der deutschen Reformation
- Titre alternatif : Der Mönch von Wittenberg
- Réalisation : Hans Kyser
- Scénario : Domfarrer D. Döhring, Hans Kyser
- Musique : Wolfgang Zeller
- Directeurs de la photographie : Otto Ewald, Sophus Wangøe
- Décorateurs : Robert Herlth, Walter Röhrig, Werner Schlichting
- Costumes : Carl R. Reiner
- Assistants réalisateur : Uwe Jens Krafft, Rudolf Sieber
- Pays de production : Allemagne  République de Weimar
- Société de production : Cob Film
- Format : Noir et blanc - 1,33:1 - Muet
- Durée : 123 minutes[1]
- Dates de sortie :
  - Allemagne : 18 février 1928
  - États-Unis : 23 juin 1929

## Distribution
- Eugen Klöpfer : Martin Luther
- Rudolf Lettinger : le père de Martin Luther
- Elsa Wagner : la mère de Martin Luther
- Livio Pavanelli : Alexius, ami de Martin Luther
- Arthur Kraußneck : Staupitz
- Karl Platen : frère Franziskus
- Theodor Loos : Melanchthon
- Hermann Vallentin : Professeur Karlstadt
- Karl Elzer : Frédéric III le Sage
- Werner Schott : Jean l'Assuré
- Ferdinand von Alten : Miltitz
- Bruno Kastner : Ulrich von Hutten
- Leopold von Ledebur : Sickingen
- Ernst Rückert : Kaspar Sturm (Reichsherold) (de)
- Georg Schmieter : Georg von Frundsberg
- Max Maximilian : Hans Sachs
- Max Grünberg : Albrecht Dürer
- Jakob Tiedtke : Tetzel
- Hans Wassmann
- Alexander Murski : l'imprimeur Hans Lufft (de)
- Heinz Salfner (en) : Hans von Berlepsch
- H. K. Müller : Charles Quint
- Max Schreck : Alexander
- Georg John
- Mary Parker
- Lydia Potechina
- Lotte Stein
- Ernst Behmer
- Josef Bunzl
- Leo Connard
- Hugo Döblin
- Carl Geppert
- Fritz Greiner
- Ludwig Jubelski
- Harry Lamberts-Paulsen
- Franz Stein
- Magnus Stifter
- Aruth Wartan
- Max Zilzer
- Wilhelm Bendow
- Wilhelm Diegelmann
- Arnold Korff
- Adolf E. Licho
- Paul Rehkopf
- Julius von Szöreghy